# The Onions Lopp
The Onions Lopp är ett travlopp för varmblod över 3 år som körs på Solvalla i Stockholm varje år under våren. Loppet körs över 1640 meter med autostart. Förstapris är 100 000 kronor (sedan 2018).
Första upplagan av The Onions Lopp kördes den 12 maj 2004, och loppet har sedan dess ersatt Justus Lopp som kördes mellan åren 1968 och 2003.
Nuncio gjorde Sverigedebut i detta lopp den 22 april 2015. Nuncio kördes av tränare Stefan Melander och startade från spår 9. Han vann loppet med två längder från utvändigt ledaren.

## Vinnare
| År   | Häst               | Kusk               | Tränare            | Vinnartid |
| ---- | ------------------ | ------------------ | ------------------ | --------- |
| 2025 | Double Deceiver    | Örjan Kihlström    | Daniel Redén       | 1.09,8    |
| 2024 | Don Fanucci Zet    | Örjan Kihlström    | Daniel Redén       | 1.09,9    |
| 2023 | Hail Mary          | Örjan Kihlström    | Daniel Redén       | 1.10,2    |
| 2022 | Snowstorm Hanover  | Magnus A. Djuse    | Daniel Redén       | 1.09,8    |
| 2021 | Milliondollarrhyme | Fredrik B. Larsson | Fredrik B. Larsson | 1.10,7    |
| 2020 | Cheif Orlando      | Rikard N. Skoglund | Pia Huusari        | 1.09,8    |
| 2019 | Heavy Sound        | Kenneth Haugstad   | Daniel Redén       | 1.09,6    |
| 2018 | Heavy Sound        | Kenneth Haugstad   | Daniel Redén       | 1.10,4    |
| 2017 | Shadow Woodland    | Ulf Ohlsson        | Reijo Liljendahl   | 1.12,2    |
| 2016 | Nuncio             | Stefan Melander    | Stefan Melander    | 1.10,7    |
| 2015 | Nuncio             | Stefan Melander    | Stefan Melander    | 1.10,9    |
| 2014 | Panne de Moteur    | Örjan Kihlström    | Stefan Hultman     | 1.10,6    |
| 2013 | Shaq Is Back       | Daniel Redén       | Daniel Redén       | 1.10,9    |
| 2012 | Orecchietti        | Örjan Kihlström    | Stefan Hultman     | 1.12,2    |
| 2011 | Brioni             | Joakim Lövgren     | Joakim Lövgren     | 1.11,5    |
| 2010 | Nu Pagadi          | Erik Adielsson     | Stig H. Johansson  | 1.12,0    |
| 2009 | Beanie M.M.        | Torbjörn Jansson   | Morten Waage       | 1.12,0    |
| 2008 | Going Kronos       | Lutfi Kolgjini     | Lutfi Kolgjini     | 1.11,3    |
| 2007 | Going Kronos       | Johnny Takter      | Lutfi Kolgjini     | 1.11,2    |
| 2006 | Improve Ås         | Björn Goop         | Stig H. Johansson  | 1.12,6    |
| 2005 | Eli Sea            | Erik Adielsson     | Lennart Mossberg   | 1.12,3    |
| 2004 | Scarlet Knight     | Stefan Melander    | Stefan Melander    | 1.11,8    |